# Barisone Ier de Torres
Barisone Ier de Lacon-Gunale ou de Torres (mort 1073) Juge de Torres ou de Logudoro de 1038 à 1073 et Juge d'Arborée de 1038 à 1060.

## Règne

Les Judicats de Sardaigne

Barisone Ier ou  Torchitorio Barisone de Lacon-Gunale,  est le premier Juge attesté de Torres. Il favorise l'implantation monastique dans l'île. L'acte de donation qu'il fait rédiger en  1063 est le premier de tous ceux qui seront ensuite établis par les Juges des Judicats de Sardaigne. Dans l'acte de donation le  judike de Torres demande à Desiderius (ou Didier) de Bénévent, abbé du Montecassino, d'envoyer un groupe de moine pour prendre possession d'un vaste domaine et de ses dépendances, comprenant l'église de Santa Maria di Bubalis (Église Notre-Dame de Mesumundu) et l'église des Saints Elie et Enoch (it), implantée sur le sommet du Mont Santu dans le territoire de Siligo. Desiderius (ou Didier) dépêche un groupe de douze moines  avec des livres des reliquaires et d'autres objets sacrés mais ils sont capturés par les pisans à proximité de l'île de Giglio et ils ne parviennent pas à destination.
Barisone exhorte, également le nouveau pape Alexandre II à intervenir, jusqu'à ce que les Pisans soient en mesure de restituer les biens volés et de permettre à un nouveau groupe de moines d'atteindre l'île. Les moines prennent possession des biens donnés par le "Judike" en 1065 . La même année, Barisone décide de partager le gouvernement de Torres avec Andrea Tanca de Lacon Gunale, son neveu qui lui succède après sa mort, tandis que son  petit-fils  Mariano Ier d'Arborée dirige déjà le Judicat d'Arborée.

## Source
- (it) Enciclopedia Treccani  article de Francesco Casula Barisone di Torres
- (en) Site de I. Mladjov Medieval Sardinia (Sardegna).